# Самарянски бунтове
Самарянските бунтове са поредица от бунтове срещу Източната Римска империя на самаряните в провинция Палестина Прима през V-VI век.
Бунтовете довеждат до тежки насилия и от двете страни, а грубото им потушаване от Империята и нейните съюзници Гасанидите значително намалява числеността на самаряните. Тези събития необратимо променят етническия състав на региона, превръщайки християните в доминираща група за десетилетия напред.

## Бунт на Юста (484)
Според Йоан Малала, дуксът на Палестина, ведно с пристигналите му в помощ подкрепления, побеждава самозвания юдейски цар и го убива, изпращайки главата му на Зенон.  Според Прокопий Кесарийски, Зенон лично се отправя начело на войските в потушаване на поредния юдейски бунт срещу римската власт.
След потушаване на въстанието, византийският император Зенон издига църква, посветена на Дева Мария на хълма Геризим. Той също така забранява на самаряните да се молят на хълма и да извършват своите религиозни церемонии, като и за назидание секвестира синагогата им там, обръщайки я в християнски храм. Тези действия настройват още повече самаряните срещу християните. 
Някои съвременни историци смятат, че репресиите на Зенон срещу самаряните са последица от бунта – през 489 г. той възстановява църквата на Св. Прокопий в Неапол Сирийски (Сихем) и на самаряните е забранен достъпа до хълма Геризим, на чийто връх е построена сигнална кула за издаване на предупреждения в случай на граждански размирици. 

## Бунт през 495 година
Вторият самарянски бунт избухва през 495 г. по време на управлението на император Анастасий I, с реокупирането на хълма Геризим. Бунтът е потушен от управителя на Едеса Прокопий, който избива смарянските водачи. 